# معركة القسطل
معركة القسطل كانت معركة فاصلة في التاريخ الفلسطيني، وقعت خلال الفترة التي سبقت حرب 1948 (النكبة) مباشرة وكانت جزء من التحركات العسكرية للعصابات الصهيونية في عملية نخشون، وغرة الخطة دالت، سقط فيها عبد القادر الحسيني أحد القيادات العسكرية المحلية في الدفاع عن القدس. وقد جرت هذه المعركة بالقرب من قرية القسطل والتي تعتبر من مداخل مدينة القدس الدفاعية الإستراتيجية.

## عملية نخشون
هي عملية عسكرية إسرائيلية هدفها كان إسقاط مدينة القدس بالكامل. ويقول بن غوريون في (بعث إسرائيل ومصيرها) ما يلي:
| معركة القسطل | ما أن أطلّ شهر أبريل 1948 حتى كانت حربنا الاستقلالية قد تحولت بصورة حاسمة من الدفاع إلى الهجوم. لقد بدأت عملية نخشون باحتلال الطريق المؤدية إلى القدس حيث نقف الآن وكذلك بيت محيسير وتوّجت باحتلال القسطل التلّة الحصينة قرب القدس. | معركة القسطل |

## واقع الأحداث
إلا أن عملية نخشون لفك الحصار عن القدس في مطلع أبريل 1948 قد هزمتها المقاومة العربية وبقي طريق باب الواد إلى القدس مغلقاً إلى ما بعد دخول الجيوش العربية إلى فلسطين، وقيام قوات الإنقاذ بالهجوم على مشمار هاعمك مما أصاب عملية نخشون المذكورة بالشلل حيث أجبر الصهاينة على الامتناع عن زجّ احتياطاتهم في منطقة تل أبيب ـ حيفا في تلك العملية لمحاولة فتح الطريق إلى القدس اعتباراً من سهل عمواس ومدخل باب الواد بالإضافة إلى هجومهم الفاشل على قسطل مفتاح الطريق من جهة القدس بقواتهم المتوفرة في هذه المدينة وقد قاموا بهذه المحاولة أكثر من مرة وخاصة في شهر مايو 1948 قبيل مجيء الجيوش العربية فحاولوا فتح الطريق المذكور من مدخله الأول اعتباراً من القدس ومن مدخله الثاني في باب الواد من جهة تل أبيب، وقد اضطروا إلى إشغال احتياطيهم الخارجي في ردّ على الهجوم العربي على مشمار هاعمك وفي عمليات الهجوم الكبيرة التي شنّوها في مختلف الجبهات المحيطة بقوات القاوقجي في المثلث جنين، نابلس، طولكرم.

## محاولة استرداد القسطل
هاجم المجاهدون مستعمرة مشمار هاعمك أثناء انهماك الإسرائيليين في الهجوم على القدس القديمة لتصفية قوات الجهاد المقدس التي كان يقودها المجاهد عبد القادر الحسيني وفي محاولة فك الحصار المضروب عليهم بفتح الطريق إلى تل أبيب.
في 2 إبريل من عام 1948 قامت قوات الهاجاناه اليهودية بمهاجمة قرية «القسطل» غربي القدس (في موقع هام يتحكم بمدخل القدس)، واستولت عليها وطردت كل سكانها منها وكانت القسطل تشكل بداية لخطة يهودية لاحتلال الجزء الأكبر من فلسطين قبل إنهاء الانتداب البريطاني في 15 مايو من عام 1948، وقام القائد عبد القادر الحسيني بمواجهة هذا الهجوم بقوات فلسطينية متفرقة ومجاهدين بأسلحة قليلة الفعالية في الحروب، ولم تتلق هذه الجماعات المقاومة أي دعم من البلدان العربية التي كان بعضها لا يزال يعاني وطأة الاستعمار. لكن القائد عبد القادر أخذ الأمور على عاتقه، وفي 5 إبريل من عام 1948 توجه بقواته البسيطة نحو القسطل، وليس معه سوى 56 من المجاهدين، واستطاع فعلا أن يحاصر القسطل، لكن قبل أن يضرب حصاره على القسطل توجه إلى جامعة الدول العربية يطلب عبثاً المدد بالسلاح والذخيرة من حكام العرب مستعينا بهم واحدا تلو الآخر وهم يرفضون المساعدة ويماطلون فيها وتتحدث كتب التاريخ عن هذا اللقاء بين عبد القادر الحسيني واللجنة العسكرية. يقول الحسيني أن اللجنة العسكرية طالبته بعدم افتعال تصرفات فردية، وأن جامعة الدول العربية قد أوكلت قضية فلسطين إلى لجنة عربية عسكرية عليا، وطالبوه بعدم الذهاب نحو القسطل، فقال ردا عليهم:
| معركة القسطل | إنني ذاهب إلى القسطل وسأقتحمها وسأحتلها ولو أدى ذلك إلى موتي، والله لقد سئمت الحياة وأصبح الموت أحب إلى من نفسي من هذه المعاملة التي تعاملنا بها الجامعة، إنني أصبحت أتمنى الموت قبل أن أرى اليهود يحتلون فلسطين، إن رجال الجامعة والقيادة يخونون فلسطين ". | معركة القسطل |

ثم إنه توجه نحو القسطل بقواته وأسلحته البسيطة، وقد صادف أن كانت إحدى الجيوش لعربية بقيادة إنجليزية موجودة ومتمركزة في رام الله، فطلب عبد القادر من هذا الجيش مساندته، فاعتذر قادة الجيش وطلبوا تأجيل القتال حتى يحدث الانسحاب العسكري البريطاني في 15 مايو من عام 1948.ولم تكن الدول العربية تريد مواجهة مع بريطانيا، ورأت أن أي عمل عسكري الآن سيعني مواجهة حتمية مع بريطانيا، ولكن الحسيني بدأ يرسل إلى المتطوعين من الحركات الإٍسلامية في فلسطين ومصر وما حولها، ثم إنه طوق القسطل وبدأ يستنجد مرة أخرى بالقيادة العسكرية، وأرسل إليهم بأنه بمساعدتهم سينهي الوجود اليهودي فيها، بيد أن القيادة العسكرية للجامعة العربية أصرت على موقفها. وأثار ذلك الترنح في مواقف الجامعة العربية حفيظة الحسيني، وثارت ثائرته فأطلق صيحته قائلا:
| معركة القسطل | نحن أحق بالسلاح المُخَزَّن من المزابل، إن التاريخ سيتهمكم بإضاعة فلسطين، وإنني سأموت في القسطل قبل أن أرى تقصيركم وتواطؤكم | معركة القسطل |

وقد ذكرت «جريدة المصري» أن اللجنة العسكرية العليا التابعة للجامعة العربية جعلت تسخر من عبد القادر الحسني وضعف قوته وعتاده اللذين يحملهما لمواجهة اليهود، وهزأ منه طه الهاشمي وأخبره أن لدى اللجنة العتاد والسلاح، ولكنها لن تعطيه لعبد القادر، ولكنها ستنظر بالأمر بعد 15 مايو فكان رد الحسيني عليه:
| معركة القسطل | والله يا باشا إذا ترددتم وتقاعستم عن العمل فإنكم ستحتاجون بعد 15 مايو إلى عشرة أضعاف ما أطلبه منكم الآن، ومع ذلك فإنكم لن تتمكنوا من هؤلاء اليهود، إني أشهد الله على ما أقول، وأحملكم سلفا مسؤولية ضياع القدس ويافا وحيفا وطبرية، وأقسام أخرى من فلسطين". ولكن أعضاء اللجنة لم يهتموا لقوله وسخروا من حماسه واندفاعه، فاستشاط عبد القادر غضبا، ورمى بدبارة كان في يده في وجوههم وقال: " إنكم تخونون فلسطين..إنكم تريدون قتلنا وذبحنا ! | معركة القسطل |

أما صديقه «قاسم الرمادي» فقد قال:
| معركة القسطل | ليسقط دمي على رأس عبد الرحمن عزام (أمين الجامعة العربية)، وطه الهاشمي وإسماعيل صفوت (قادة القوات العسكرية التابعة للجامعة العربية) الذين يريدون تسليمنا لأعدائنا لكي يذبحونا ذبح النعاج، لكننا سنقاتل بدمائنا وأجسادنا، وليبق السلاح مكدسا في عنابر اللجنة العربية، وفي مزابلها، سنرجع إلى فلسطين لنحقق أمنيتنا بالفوز بإحدى الحسنين إما النصر وإما الشهادة ".وقرأ قوله تعالى: ﴿فليقاتل في سبيل الله الذين يشرون الحياة الدنيا بالآخرة ومن يقاتل في سبيل الله فيقتل أو يغلب فسوف نؤتيه أجرا عظيما﴾. النساء (74). | معركة القسطل |

ثم قفل عائدا إلى القسطل، وجعل يردد قول أخيه القائد الشاعر عبد الرحيم محمود الذي قُتل في معركة الشجرة:
وأحمي حماي بحد الحسـام.. فيعلم قومي بأني الفتى
ثم تَجَّمَعَ من المتطوعين مع عبد القادر الحسيني 500 رجل مجاهد انضموا إليه في حصار القسطل،
في 8 إبريل من عام 1948 بدأ الهجوم الشامل على القرية، وانتهت المعركة بمقتل 150 يهوديا وجرح 80 منهم، وتم تحرير القسطل، ولكن بعد وفاة عبد القادر الحسيني.

## الفصل بين القيادات
كانت الجامعة العربية، قد تبنّت سياسة فصل القيادات الميدانية بعضها عن بعضها الآخر. فقد تلقى القائد فوزي القاوقجي مثلاً قبل دخوله فلسطين تعليمات مشددة من مفتشية الإنقاذ بعدم التدخل بأي شكل من الأشكال في شؤون الجهاد المقدس الموالي للحاج أمين الحسيني والمدافع عن منطقة القدس، وذلك بحجة تجنب الاحتكاك بين المفتي والقاوقجي الأمر الذي أدى إلى إضعاف الجبهة الداخلية.

## تعاون القادة الميدانيون
ولكن لم يدم هذا وعلى سبيل المثال وفي مساء 7 أبريل عام 1948 وفد إلى مقر القائد فوزي القاوقجي في جبع النقيب العراقي فاضل العبد الله آمر حامية القدس من قبل مفتشية الإنقاذ مع نفر من قادة الجهاد المقدس طالبين المدد بالسلاح والرجال. وكان هذا الوفد قد أتى لطلب المدد هنا بموافقة عبد القادر الحسيني الذي كان حينذاك عائداً من دمشق لتوّه بعد أن يئس هناك من الحصول على أيّة مساعدة لردّ الهجمة الشرسة للصهاينة على القدس. وقد استجاب القاوقجي حالاً لطلب الوفد المذكور وأمر بتشكيل رتل يقوده ضابط ركنه النقيب مأمون البيطار ويتألف من سرية مشاة وثلاث فصائل مدفعية ومصفحتين، وقد سحبت كل هذه القوات من جبهة مشمار هاعمك الساخنة. وكانت التعليمات تقضي بانضمام سرية المشاة مع فصيل المقنبلتين 75 مم إلى حامية القدس، بينما يقوم ما بقي من المدفعية، وهو فصيل 75 مم مقطور وفصيل 105 مم مقطور مع المصفحتين بمساندة الهجوم المعاكس الذي كان يقوده عبد القادر الحسيني في القسطل. ولكن هذا المجاهد البطل قُتل أثناء سير النجدة المذكورة
.

## صعوبة الوصول
عند وصول فصيلي المدافع إلى سفح مرتفع قرية «بدو» المشرفة على القسطل والقدس بعد ظهر 8 أبريل 1948 واجهتهم صعوبة وهي استحالة صعود السيارات قاطرة المدافع وحاملة الذخائر إلى ذلك المرتفع لوعورة الطريق. وكان يجب الاستعجال بوضع المدافع في مرابضها لدخول المعركة بأسرع وقت ممكن. وتقرر ترك فصيل الـ 75 مم في السفح ريثما يتم تعبيد الطريق إلى المرتفع، وبفك مدفعي الـ 105 مم، كل مدفع إلى أربع قطع، وحمل هذه القطع مع الذخائر على سواعد الرجال.

## مساعدة الأهالي
سارع الأهالي من سكان المنطقة من رجال ونساء وصبية لمساعدة المجاهدين في حمل أجزاء المدفعين والذخيرة، فحملوها وصعدوا بها إلى أعلى المرتفع بسرعة كبيرة. ثم إنهم عادوا جميعاً إلى الطريق وعبّدوه ونظّفوه ليصبح صالحاً لتقدّم السيارات عليه. وتم تجهيز المربض على مرتفع «بدو» في أقل من ساعتين مع فصيل 105 مم وذخائره جاهزاً للرمي على القسطل ومستعمرة مودسا التي ما كانت سوى حيّ شرقي لها. وفتحت النيران قبيل الساعة الخامسة على الأهداف المحددة، فصعق الصهاينة الذين فوجئوا تماماً بحضور المدفعية. وصمتت رشاشاتهم التي كانت تلعلع عند وصول القوة. ولم تغرب شمس ذلك اليوم حتى كان الصهاينة يلوذون بالفرار ويقوم الجهاد المقدس باستعادة القسطل. وعند غروب الشمس كان الطريق إلى مرتفع «بدو» صالحاً لصعود السيارات، فوصل فصيل الـ 75 مم وربض إلى جانب الـ 105 مم، ووصلت كل الذخائر.

## شهداء المعركة
استشهد خلال المعركة مجموعة من الفلسطينيين عرف منهم:
| الرقم | الإسم                | البلد     | تاريخ الإستشهاد |
| ----- | -------------------- | --------- | --------------- |
| 1     | أحمد نافع سلامة      | ساريس     | 8/4/1948        |
| 2     | خليل الشرقي          | طوباس     | 7/4/1948        |
| 3     | ديب علي خليل صباح    | صوبا      | 8/4/1948        |
| 4     | سليمان البدر         | غير معروف | 7/4/1948        |
| 5     | صبري خلف             | نابلس     | 7/4/1948        |
| 6     | عادل يوسف الحصني     | طوباس     | 7/4/1948        |
| 7     | عارف محمود مطير      | القسطل    | 8/4/1948        |
| 8     | عبد القادر الحسيني   | القدس     | 8/4/1948        |
| 9     | عبد الكريم حسين فراج | عين سينيا | 6/4/1948        |
| 10    | عزة محمود قاسم       | صرة       | 7/4/1948        |
| 11    | محمد عبد القادر      | سلواد     | 1/4/1948        |
| 12    | محمد الحاج زمو       | غزة       | 7/4/1948        |
| 13    | محمد ناجي علي محمود  | صور باهر  | 8/4/1948        |
| 14    | محمود العواودة       | دورا      | 6/4/1948        |
| 15    | نعيم جويحان          | الخليل    | 6/4/1948        |
| 16    | يعقوب محمود اسماعيل  | غير معروف | 8/4/1948        |

## معلومات
1. ↑  راجع: خطة دالت.